# Municipio de Douglas (Minnesota)
El municipio de Douglas (en inglés: Douglas Township) es un municipio ubicado en el condado de Dakota en el estado estadounidense de Minnesota. En el año 2010 tenía una población de 716 habitantes y una densidad poblacional de 8,13 personas por km².

## Geografía
El municipio de Douglas se encuentra ubicado en las coordenadas 44°34′44″N 92°51′43″O / 44.57889, -92.86194. Según la Oficina del Censo de los Estados Unidos, el municipio tiene una superficie total de 88.05 km², de la cual 87,99 km² corresponden a tierra firme y (0,07 %) 0,06 km² es agua.

## Demografía
Según el censo de 2010, había 716 personas residiendo en el municipio de Douglas. La densidad de población era de 8,13 hab./km². De los 716 habitantes, el municipio de Douglas estaba compuesto por el 97,49 % blancos, el 0,14 % eran afroamericanos, el 0,56 % eran amerindios, el 0,28 % eran asiáticos, el 0,14 % eran isleños del Pacífico y el 1,4 % eran de una mezcla de razas. Del total de la población el 1,26 % eran hispanos o latinos de cualquier raza.